# برگ جان
برگ جان فیلمی به کارگردانی و تهیه‌کنندگی ابراهیم مختاری محصول سال ۱۳۹۵ است که فیلمنامه این اثر توسط خودش نوشته شده‌است.

## داستان فیلم
حکایت آدمی در تقلای رسیدن به خواسته ایست که چون به آن می‌رسد دیگر برایش ارزشی ندارد. پس مسیر زندگی را برای رسیدن به آرزویی تغییر می‌دهد که همواره در پی برآورده شدنش بود، اما…

## بازیگران
- سعید پورصمیمی
- مهدی احمدی
- مریم مقدم
- سجاد تابش
- سحر سلحشور
- محمدرضا فرزاد
- محمدحسین ناصری
- علی گل صباحی
- جواد گنجی
- مجتبی سعادت
- زینب زیرک